# 张遂谋
张遂谋（?—?），太平天国将领，清代广西省人，石达开部将。

## 生平
张遂谋早年参加太平军，随军征战至天京。1854年，任殿左二十九检点，驻守安徽舒城。1855年，升任春官又正丞相。10月，随翼王石达开从安庆西征，开赴湖北，援救武昌。11月，占领湖北崇阳，在通城败湘军，进军江西。12月，占领江西新昌、临江。1856年1月，他和夏官又副丞相曾锦谦攻占新淦、吉水。3月攻占吉安。5月，转入皖南，占宁国府，攻打江苏秣陵关。参加摧毁清军江南大营之战，然后西援武汉。八月，因天京事变，随石达开回到天京，险些遭到韦昌辉杀害，缒城出天京，至安庆，起兵讨伐韦昌辉。次年，随石达开离天京出走，自安徽赴江西。1858年任元宰，转战浙江、福建、湖南、广西。1860年，蔡次贤想要回朝，被张遂谋察知杀害。结局不详。